# Gastr del Sol
I Gastr del Sol erano una band statunitense formata a Chicago nel 1991 da David Grubbs e Jim O'Rourke. Tra il 1993 e il 1998 hanno realizzato sei album caratterizzati da uno stile che spazia dal post-rock (scena alla quale vengono per lo più ricondotti) al jazz d'avanguardia e alla musica concreta.

## Storia del gruppo
Grubbs, già membro degli Squirrel Bait e dei Bastro, formò la band a Chicago nel 1991. La formazione originaria vedeva, oltre a Grubbs, Bundy K. Brown e John McEntire, entrambi già presenti nell'ultima formazione dei Bastro, al basso e alla batteria, rispettivamente, il gruppo pubblicò il primo album, The Serpentine Similar, nel 1993. Nonostante John McEntire abbia continuato ad apparire alla batteria e alle percussioni in tutti i successivi dischi dei Gastr Del Sol, questo disco è l'unico in cui, nei crediti, viene citato come membro a pieno titolo del gruppo.
Nel 1994 Brown e McEntire lasciarono per entrare nei Tortoise e a Grubbs si unì il chitarrista, compositore e produttore Jim O'Rourke. Da questo momento in poi i Gastr del Sol saranno principalmente una collaborazione tra Grubbs e O'Rourke.
Il grosso della produzione di questa formazione fu pubblicato dall'etichetta di Chicago Drag City, a partire dall'acustico Crookt, Crackt, or Fly, datato 1994. Work from Smoke, il pezzo di punta dell'album, fonde il sound del duo, caratterizzato da un atonale dialogo tra chitarra e clarinetto basso, con i testi sempre più surreali di Grubbs.
Crookt, Crackt, or Fly fu seguito da un paio di album nel 1995: l'EP Mirror Repair che aggiungeva elementi di musica elettronica, e The Harp Factory on Lake Street, pubblicato dall'etichetta sperimentale Table of the Elements, composizione per orchestra da camera, con rari interventi di Grubbs alla voce e al piano.
Il 1996 è l'anno di Upgrade & Afterlife, che include un'immaginaria colonna sonora da film scritta da O'Rourke, Our Exquisite Replica of 'Eternity', e una lunga interpretazione del brano Dry Bones in the Valley, di John Fahey.
Con la pubblicazione di Camoufleur nel 1998, i Gastr del Sol compirono un'ulteriore virata verso il regno della melodia convenzionale e del pop intimista, realizzando il loro disco più accessibile e noto. Nei giri d'accordi e nelle melodie intuibili, arrangiati avvalendosi di strumenti come il flicorno e grossi insiemi di archi, preannuncia la cifra dei successivi lavori dell'O'Rourke solista.
Dopo Camoufleur la band si sciolse. Grubbs e O'Rourke continuarono le proprie carriere soliste, Grubbs con The Thicket del 1998 e O'Rourke (che aveva già pubblicato dischi da solista e collaborato a diversi progetti in collaborazione con altri) con Eureka.

## Discografia

### Album in studio
- 1993 -The Serpentine Similar (Teenbeat/Drag City)
- 1994 - Crookt, Crackt, or Fly (Drag City)
- 1996 - Upgrade & Afterlife (Drag City)
- 1998 - Camoufleur (Drag City)
- 2024 - We Have Dozens of Titles (Drag City)

### EP
- 1995 - Mirror Repair (Drag City)
- 1995 - The Harp Factory on Lake Street (Table of the Elements)